# Diopa furcula
Diopa furcula là một loài bướm đêm trong họ Noctuidae.